# Средний проспект (Зеленогорск)
Сре́дний проспе́кт — проспект в городе Зеленогорске Курортного района Санкт-Петербурга. Проходит от Бассейной улицы до Териокской улицы и Широкой улицы.
Первоначальное название — Juhonkatu. Оно появилось в 1920-х годах и происходит от мужского имени Юхан. Существовало также другое название — Välikatu. Оно переводится как Средняя улица, а происходит потому, что находится среди других улиц. Аналогичным образом объясняется происхождение другой Средней улицы в Зеленогорске.
После войны улицу назвали Средним проспектом, русским аналогом одного из финских наименований.
На втором перекрёстке с Бассейной улицей Средний проспект поворачивает под углом 90°.

## Перекрёстки
- Бассейная улица (первый перекресток)
- Бассейная улица (второй перекресток)
- Авиационная улица
- Липовая улица
- Териокская улица / Широкая улица